# Liste der Biografien/Na
Liste der Biografien |
Portal Biografien |
Personensuche
# |
A |
B |
C |
D |
E |
F |
G |
H |
I |
J |
K |
L |
M |
N |
O |
P |
Q |
R |
S |
T |
U |
V |
W |
X |
Y |
Z |
?
 
Na |
Nb |
Nc |
Nd |
Ne |
Nf |
Ng |
Nh |
Ni |
Nj |
Nk |
Nl |
Nm |
Nn |
No |
Nr |
Ns |
Nt |
Nu |
Nv |
Nw |
Nx |
Ny |
Nz
 
Naa |
Nab |
Nac |
Nad |
Nae |
Naf |
Nag |
Nah |
Nai |
Naj |
Nak |
Nal |
Nam |
Nan |
Nao |
Nap |
Naq |
Nar |
Nas |
Nat |
Nau |
Nav |
Naw |
Nax |
Nay |
Naz
Die Liste der Biografien führt alle Personen auf, die in der deutschsprachigen Wikipedia einen Artikel haben. Dieses ist eine Teilliste mit 16 Einträgen von Personen, deren Namen mit den Buchstaben „Na“ beginnt.

## Na
- Na Agontimé, Königsmutter im Königreich Dahomey; Tohosu-Priesterin in Dahomey und Brasilien
- na Bissign, José Câmnate (* 1953), guinea-bissauischer Geistlicher, emeritierter römisch-katholischer Bischof von Bissau
- Na Tchuto, José Americo Bubo (* 1949), guinea-bissauischer Marinebefehlshaber
- Na Yungang (* 1992), chinesischer Eishockeyspieler
- Na, Ah-reum (* 1990), südkoreanische Radrennfahrerin
- Na, Dae-yong (1556–1612), koreanischer Militärführer und Admiral
- Na, Hae-ryung (* 1994), südkoreanische Sängerin und Schauspielerin
- Na, Hong-jin (* 1974), südkoreanischer FilmregisseurNa Hong-jin (* 1974)

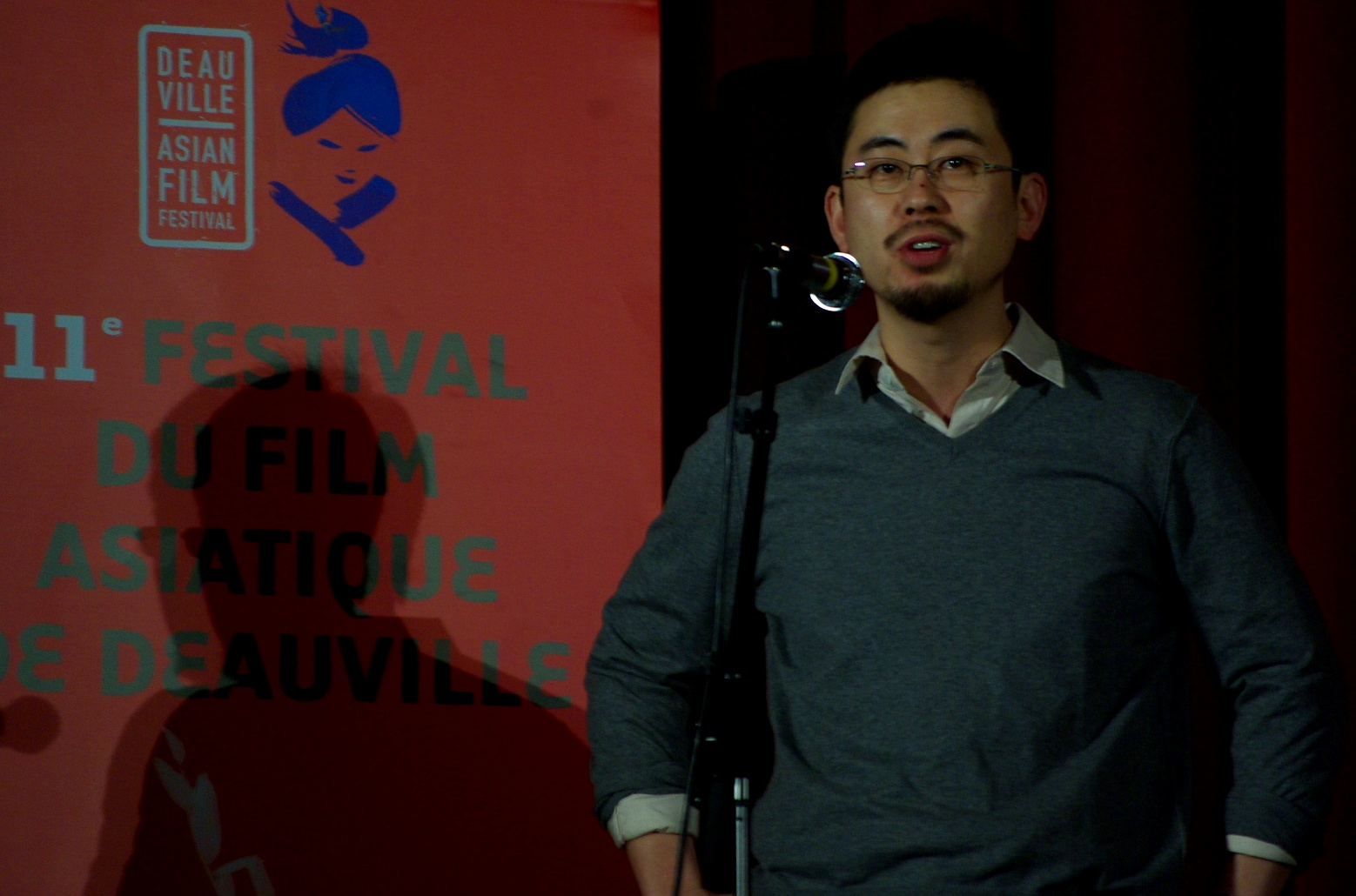
Na Hong-jin (* 1974)

- Na, Hye-sok (1896–1948), koreanische Dichterin, Malerin und feministische Philosophin
- Na, Kyung-won (* 1963), südkoreanische Politikerin
- Na, Sang-ho (* 1996), südkoreanischer Fußballspieler
- Na, Seong-eun (* 1996), südkoreanischer Fußballspieler
- Na, To-hyang (1902–1927), koreanischer Schriftsteller
- Na, Victoria (* 1991), australische Badmintonspielerin
- Na, Yun-su (* 1962), südkoreanischer Eisschnellläufer
- Na-Ga, japanischer Künstler